# Usia efflatouni
Usia efflatouni is een vliegensoort uit de familie van de wolzwevers (Bombyliidae). De wetenschappelijke naam van de soort is voor het eerst geldig gepubliceerd in 1948 door Venturi.

## Voorkomen
De soort komt voor in Egypte.